# Nazionale maschile di pallanuoto della Slovenia
La nazionale di pallanuoto maschile slovena (Slovenska vaterpolska reprezentanca in sloveno) è la rappresentativa pallanuotistica della Slovenia nelle competizioni internazionali.

## Risultati

### Europei
- 1999 11°
- 2003 12°
- 2006 12°
- 2022 16°
- 2024 14°